# Stary Chwalim (przystanek kolejowy)
Stary Chwalim – nieistniejący przystanek osobowy w Starym Chwalimiu w Polsce, w województwie zachodniopomorskim, w powiecie szczecineckim, w gminie Barwice.